# Frans Nilsson
Frans Josef Nilsson, född 23 oktober 1915 i Norra Skrävlinge församling i Malmöhus län, död 13 juni 1989 i Sankt Petri församling i Malmö, var en svensk tidningsman.
Nilsson var riksombudsman inom Sveriges socialdemokratiska ungdomsförbund (SSU) 1944–1946, och dess förbundsordförande 1946–1952. Han var redaktör för nämnda förbunds tidskrift Frihet 1946–1952, chefredaktör för Nyheterna i Helsingborg 1953–1961 och Arbetet i Malmö 1961–1980. Han var ledamot i Socialdemokraternas partistyrelse 1956–1975, från 1962 även av verkställande utskottet. Frans Nilsson är gravsatt i minneslunden på Sankt Pauli mellersta kyrkogård i Malmö.